# Leopold von Spee (Landrat)
Leopold Graf von Spee (geboren am 19. September 1858 in Düsseldorf; gestorben am 3. Januar 1920 in Kalkum) war ein preußischer Verwaltungsjurist und von 1895 bis 1919 Landrat des Kreises Rees.

## Leben
Der Katholik Leopold Graf von Spee war ein Sohn des Kammerherren und Schloßhauptmann August Wilhelm Constantin Hubert Graf von Spee und dessen Ehefrau Maria Gräfin von Spee, geborene Gräfin von Galen. Seine schulische Ausbildung unter Hauslehrern beginnend, besuchte von Spee im Weiteren die Domschule zu Aachen und schließlich das Gymnasium in Vechta. Nach Ablegung der Reifeprüfung studierte er dann bis 1883 Rechtswissenschaften an den Universitäten in Innsbruck, Bonn, Straßburg und Göttingen. Nachfolgend kam von Sopee seiner Dienstpflicht vom 1. Oktober 1881 bis 1882 bei dem Schleswig-Holsteinisches Ulanen-Regiment Nr. 15 in Straßburg nach, bevor er seine juristischen Ausbildung fortsetzte. Mit Ablegung des Referendarexamens am 22. Dezember 1883 bei dem Oberlandesgericht Celle, fand von Spee im Weiteren ab dem 14. März 1884 als Gerichtsreferendar im Bezirk des Landgerichts Düsseldorf Beschäftigung. Vom preußischen Justizdienst in den Bereich der allgemeinen Verwaltung wechselnd, war von Spee ab dem 18. Mai 1885 als Regierungsreferendar bei den Königlich Preußischen Regierungen in Düsseldorf, Potsdam (ab 1888) bzw. Hannover tätig.
Nach bestehend des Examens für den höheren Verwaltungsdienst am 14. November 1891 (Patent als Regierungsassessor vom 6. Dezember 1891) wechselte von Spee zum 1. Dezember 1891 an die Regierung in Frankfurt (Oder), dort wurde ihm gut drei Jahre darauf und mit Erlass vom 21. Januar 1895 kommissarisch die Verwaltung des Kreises Rees übertragen. Mit Bestallung vom 3. Oktober zum 16. Oktober 1895 auch definitiv zum Landrat daselbst bestimmt, verblieb die Familie bis zum Frühjahr 1919 in der Kreisstadt Wesel. Seit dem 1. Mai 1919 beurlaubt, trat von Spee zum 1. Juli 1919 aus gesundheitlichen Gründen in den Ruhestand.

## Familie
Leopold Graf von Spee heiratete am 17. Mai 1894 in Donzdorf Leopoldine Gräfin von Walderdorff (* 15. September 1873 in Regensburg; † 13. November 1950 in Neuss), einer Tochter des bayerischen Kammerherren Adolf Graf von Walderdorff und dessen Ehefrau Fanny Gräfin von Walderdorff, geborene von Seinsheim. Das Paar hatte neun Kinder, acht Töchter und den Sohn:
- Hubertus (* 1910) ⚭ 1935 Marie-Angela Freiin von Vittinghoff, gen. Schell zu Schellenberg (* 1909)